# تنهایی لیلا
تنهایی لیلا یک مجموعهٔ تلویزیونی ایرانی به کارگردانی محمد حسین لطیفی، نویسندگی حامد عنقا و تهیه‌کنندگی محمدرضا شفیعی است که از ۳ مرداد تا ۱۰ شهریور ۱۳۹۴ از شبکه سه سیما پخش شده است. این سریال شامل ۳۰ قسمت ۴۰ دقیقه‌ای است.
پخش آگهی‌های سریال تنهایی لیلا از ۱۷ خرداد ماه از شبکه آی فیلم آغاز شد. این سریال با مضمونی مذهبی، اجتماعی و عاشقانه، اثر محمد حسین لطیفی است که مراحل پیش تولید خود را از ابتدای اسفند ماه ۱۳۹۳ آغاز کرد و پس از تعطیلات نوروز ۱۳۹۴ کلید خورد و تقریباً در سکوت خبری مراحل تولید را پیش برد. از ابتدا قرار بود این مجموعه تلویزیونی هم‌زمان به ۳ زبان فارسی، انگلیسی و عربی برای مخاطبان داخلی و خارج از کشور از اول ماه مبارک رمضان ۹۴ هر شب از شبکه آی فیلم پخش شود که با صلاح دید کارگردان زمان پخش و شبکه این مجموعه تغییر نمود.

## خلاصه
داستان این سریال دربارهٔ پسری به نام محمد(بهروز شعیبی)، متولی امامزاده‌ای است که در زلزله خانواده خود را از دست داده‌است و تنها زندگی میکند. دختری به نام لیلا(مینا ساداتی) که از خانواده‌ای ثروتمند و غیرمذهبی و نازپرورده است  عاشق محمد می‌شود، او را در شرایط ویژه‌ای قرار می‌دهد و ایمان او را محک می‌زند.
لیلا نامزد داشت ولی عشق به محمد کاملاً او را دگرگون می‌سازد و ایمان او را تحکیم می‌کند؛ او با محمد ازدواج می‌کند و صاحب یک فرزند می‌شوند ولی محمد بر اثر سکته قلبی می میرد و این شروع داستان و مشکلات لیلا به عنوان یک زن تنها است.

## بازیگران

### اصلی
- مینا ساداتی درنقش لیلا
- بهروز شعیبی درنقش محمد
- برزو ارجمند درنقش لطیف
- اکبر زنجانپور درنقش سیف‌الدین
- حسن پورشیرازی درنقش زرین
- سام قریبیان درنقش شایان
- نسرین مقانلو درنقش نسرین
- آفرین عبیسی درنقش شریفه
- اندیشه فولادوند درنقش کتی (کتایون)
- حسن جوهرچی درنقش ناصر، عموی لیلا
- سعید داخ درنقش علیرضا
- رضا رویگری درنقش پدر لیلا
- فاطمه مرتاضی درنقش بقلیس، مادربزرگ لیلا
- بهادر زمانی درنقش رضا
- علی صالحی درنقش وکیل شایان

### مهمان
•بهزاد رازقی 
- لیدا عباسی درنقش زری
- سید جواد هاشمی
- علی جاویدفر
- ناصر شهریاری
- علیرضا مسعودی درنقش قاضی
- پانته‌آ سیروس درنقش نسترن، زن‌عموی لیلا
- ساناز نوروززاده
- مریم فخر
- محمد الهی درنقش صاحب‌خانه
- نیلوفر دوستی
- حسین ملکی
- آواسادات سیداسدلله
- امیرمهدی اسکندری